# أمين أباد (فيروزكوه)
أمين أباد (بالفارسية: امین‌آباد) هي مستوطنة تقع في قسم حبلرود الريفي (مقاطعة فيروزكوه) في إيران. يقدر عدد سكانها بـ 318 نسمة .